# Creu grega

Creu grega

La creu grega o crux immissa quadrata és una creu formada per quatre braços de la mateixa mida que s'intersequen en angle recte.
En arquitectura, la intersecció de nau i transsepte confereix a les esglésies una planta amb forma de creu. Es parla de planta de creu grega per a les esglésies en què la nau i el transsepte tenen la mateixa llargària i s'intersequen a la meitat de la seva longitud. Quan la nau i el transsepte són de diversa longitud, es parla de planta de creu llatina.

## Història

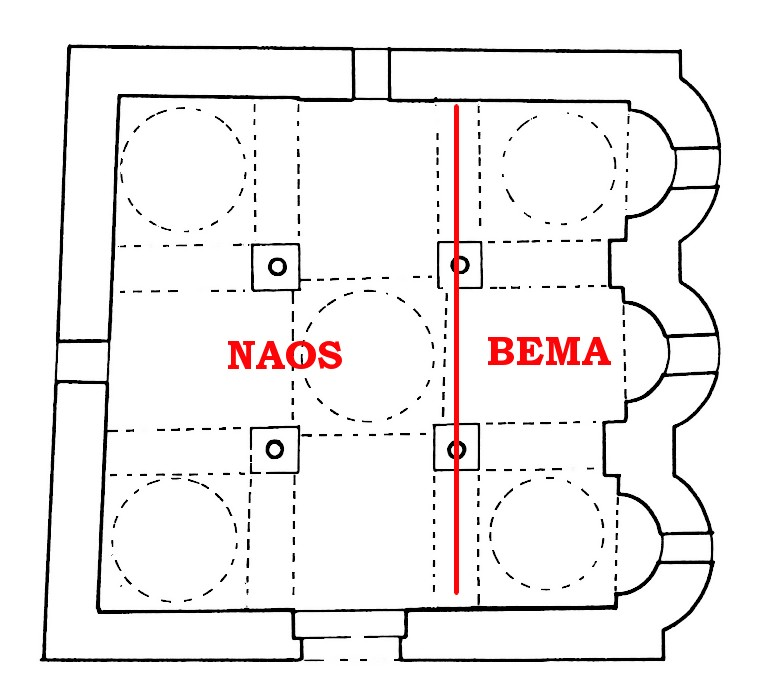
Planta de creu inscrita basada en la creu grega de la Cattolica di Stilo, església romana d'Orient de Stilo (Calàbria),

La planta de creu grega és típica de l'arquitectura romana d'Orient: el prototip és la ja destruïda església dels Sants Apòstols de Constantinoble, recreada després a Itàlia durant l'alta edat mitjana, però gairebé completament substituïda per la creu llatina amb l'arribada del romànic. Un famós exemple d'església amb creu grega d'inspiració romana d'Orient és la basílica de Sant Marc de Venècia. A les esglésies ortodoxes de l'Europa oriental la creu grega ha estat usada des de l'edat mitjana fins a l'actualitat. Per descriure'n la planta s'han fet servir els termes creu en quadrat, cúpula en creu o església inscrita en creu (cross-in-square i crossed-dome en anglès, église à croix inscrite en francès, Kreuzkuppelkirche en alemany, Βυζαντινός ρυθμός en grec i Крестово-купольный храм en rus). Una forma particular n'és el tetraconch, o quatre petxines.
La planta de creu grega fou represa a la Itàlia central durant el Renaixement, quan es van construir diversos edificis de planta central: Filippo Brunelleschi la va experimentar a la Sagristia Vella de San Lorenzo de Florència i la va usar a la capella dels Pazzi. Aquests exemples arquitectònics van influir sobre els germans Da Sangallo: primer Giuliano va crear la basílica de Santa Maria delle Carceri de Prato, després Antonio va projectar l'església de San Biagio de Montepulciano; del mateix període són també el temple de Santa Maria della Consolazione de Todi (encara que l'atribució és incerta) i el projecte originari de Donato Bramante i de Miquel Àngel per a la basílica de Sant Pere del Vaticà. Bramante va reintroduir també aquesta tipologia al nord d'Itàlia. Un altre exemple d'església amb creu grega és l'església de Sant'Egidio, més coneguda com a «església de Sangallo», a Cellere (província de Viterbo).
Amb l'església del Gesù, a Roma, i amb la modificació del projecte de Sant Pere del Vaticà, els experiments de planta amb creu grega es van acabar, per tal d'aplicar millor l'harmonia pròpia del Renaixement a través de l'ocupació de plantes de creu llatina. No obstant això, durant el Barroc, Pietro da Cortona va bastir l'església de Sant Lluc i Santa Martina a Roma recorrent a una creu grega lleugerament allargada. A més, es poden considerar també plantes de creu grega l'església de San Carlo ai Catinari (igualment a Roma) i la capella de la Sorbona, a París.